# Шлезвигский диалект
Шлезвигский диалект (нем. Schleswigisch) — диалект немецкого языка, распространённый в Шлезвиг-Гольштейне, а именно — в Шлезвиге. Принадлежит к нижнесаксонским диалектам нижненемецкого языка. Шлезвигский диалект не является единым и распадается на множество местных диалектов, например ангельнский, шванзенский, северошлезвигский, хузумский и айдерштедтский.
Лексика шлезвигского диалекта описывается в Словаре Шлезвиг-Гольштейна. Существенные отличия шлезвигского диалекта от близкого к нему гольштейнского проявляются в лексике, которая изобилует множеством датских и фризских заимствований.